# Ochicanthon ceylonicus
Ochicanthon ceylonicus är en skalbaggsart som beskrevs av Cuccodoro 2011. Ochicanthon ceylonicus ingår i släktet Ochicanthon och familjen bladhorningar. Inga underarter finns listade i Catalogue of Life.